# Kopernikusstraße
De Kopernikusstraße is een straat in het Berlijnse stadsdeel Friedrichshain. De straat is genoemd naar de Duits-Poolse astronoom en wiskundige Nicolaas Copernicus. De straat loopt van de Simon-Dach-Straße tot aan de Gubener Straße en kruist de Warschauer Straße.
De straat kreeg haar naam in 1903.

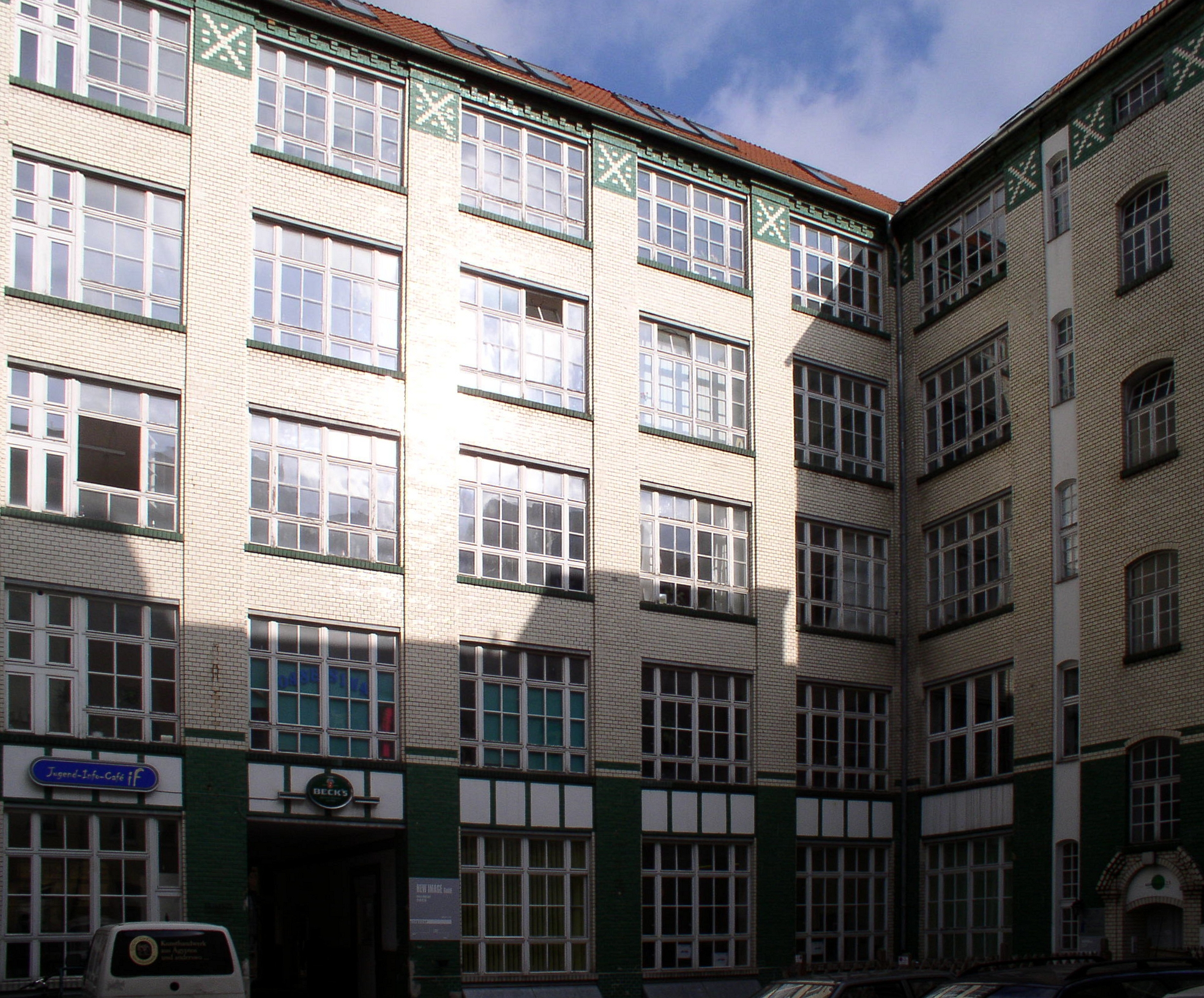
Fabrieksgebouw Kopernikusstraße 26

In de Kopernikusstraße staan verscheidene monumenten: het in 1902/1903 gebouwde huurhuis nummer 2/3 van Hermann Kriegel en Hermann Salow, het uit 1905 daterende fabrieksgebouw nummers 23 en 26 en de voormalige meubelfabriek Rössler & Schmidt op nummer 35 uit 1905/1906. Aan nummer 19 is een gedenkplaat aangebracht ter herinnering aan Karl Pinnow, verzetsstrijder in de Tweede Wereldoorlog, die daar destijds woonde.
Altonaer Straße · 
Amalienstraße · 
Bergmannstraße · 
Berliner Allee ·
Bernauer Straße · 
Bismarckstraße · 
Bornholmer Straße · 
Boxhagener Straße ·
Breite Straße ·
Brüderstraße ·
Brunnenstraße ·
Bülowstraße ·
Bundesallee ·
Danziger Straße ·
Eberswalder Straße ·
Ebertstraße ·
Fasanenstraße ·
Frankfurter Allee ·
Friedrichstraße ·
Gertraudenstraße ·
Greifswalder Straße ·
Halskestraße ·
Hardenbergstraße ·
Hauptstraße ·
Heerstraße ·
Hornstraße ·
Invalidenstraße ·
Judengasse ·
Kaiserdamm ·
Karl-Liebknecht-Straße ·
Karl-Marx-Allee ·
Karl-Marx-Straße ·
Kastanienallee ·
Klosterstraße ·
Kopenhagener Straße ·
Kopernikusstraße ·
Kurfürstendamm ·
Landsberger Allee ·
Lehrter Straße ·
Leipziger Straße ·
Majakowskiring ·
Mehringdamm ·
Mollstraße ·
Motzstraße ·
Mühlendamm · 
Oderberger Straße ·
Oranienburger Straße ·
Oranienstraße ·
Ostseestraße ·
Otto-Braun-Straße ·
Otto-Suhr-Allee ·
Potsdamer Straße ·
Prenzlauer Allee ·
Rathausstraße ·
Rheinstraße ·
Rigaer Straße ·
Rosa-Luxemburg-Straße ·
Rosenthaler Straße ·
Rykestraße ·
Samariterstraße · 
Scheidemannstraße · 
Schwedter Straße ·
Schönhauser Allee ·
Simon-Dach-Straße ·
Spandauer Straße ·
Sredzkistraße ·
Stralauer Allee ·
Straße des 17. Juni ·
Tauentzienstraße ·
Torstraße ·
Unter den Linden ·
Warschauer Straße ·
Wiesbadener Straße ·
Wilhelmstraße (Berlin-Mitte) ·
Wilhelmstraße (Berlin-Spandau)